# علی‌بابا حاجی‌زاده
علی‌بابا حاجی‌زاده استاد ایرانشناسی دانشگاه‌های جمهوری آذربایجان و از چهره ماندگار ایرانشناسی در سال ۱۳۸۵ است.